# Saints & Sinners (화이트스네이크의 음반)
| 전문가 평가                      | 전문가 평가 |
| 평가 점수                        | 평가 점수   |
| 출처                             | 점수        |
| -------------------------------- | ----------- |
| AllMusic                         | [ 1 ]       |
| Classic Rock                     | [ 2 ]       |
| Collector's Guide to Heavy Metal | 7/10        |
| MusicHound Rock                  | [ 4 ]       |

《Saints & Sinners》는 1982년 11월 25일에 발매된 영국의 하드 록 밴드 화이트스네이크의 다섯 번째 스튜디오 음반이다. 이 음반은 영국 음반 차트에서 9위로 정점을 찍었다.
수록곡 중 두 곡인 〈Crying in the Rain〉과 〈Here I Go Again〉은 나중에 1987년 자칭 음반으로 재녹음되었다.

## 제작 및 녹음
녹음 과정은 《Come an' Get It》 투어가 끝난 직후인 1981년에 시작되었다. 그러나 밴드 내 긴장감이 감돌기 시작했다. 미키 무디는 1997년 인터뷰에서 다음과 같이 말했다.
81년이 되자 사람들은 지쳐갔습니다. 늦은 밤도 너무 많고 파티도 너무 많았어요. 우리는 우리가 벌어야 할 만큼의 돈을 벌지 못했습니다. 화이트스네이크는 항상 빚을 지고 있는 것처럼 보였고, 생각했습니다. "이게 뭐지? 우리가 가장 큰 곳에서 놀고 있는데 우리는 여전히 빚을 지고 있다는 말을 듣고 있고, 모든 돈이 어디로 가는 걸까?" 우리가 가진 돈은 많지 않았고, 여러분이 골드 레코드를 6장 가지고 있었을 때, 200,000 파운드의 빚을 지고 있다고 들었습니다. 저뿐만이 아니었습니다. 모두가 지치고, 열받으며, 정체성을 잃었기 때문이죠. 그때가 되자 더 이상 나아갈 수가 없었어요. 밴드가 3, 4년 이상 버텨내려면 서로 싫증이 나고 아이디어가 없어지기는 어려워요. 영원한 건 없어요. 모든 사람들은 몇 년 후에 솔로 음반을 내거나 다른 사람과 함께 작곡을 하고 싶어했습니다.

1981년 12월에 데이비드 커버데일이 화이트네이크 멤버들과 회의를 소집해 밴드를 보류시켰다. 커버데일은 또한 밴드가 받는 재정적 보상의 부족에 대해 걱정했고 화이트스네이크를 매니저 존 콜레타(딥 퍼플의 매니저이기도 했던 1968년부터 1976년까지)와 분리하기 위해 밴드를 보류하기로 결정했다. 이러한 갈림길 이후, 커버데일은 일시적으로 화이트스네이크의 사업부문을 인수했다.
1982년 동안, 이 뉴스는 음악 신문과 잡지를 통해 걸러지기 시작했다. 기타리스트 버니 마즈든은 베이시스트 닐 머리와 드러머 이언 페이스는 물론 화이트스네이크도 그만두었다. 오직 존 로드만이 데이비드 커버데일과 함께 있었다. 그러나 버니 마즈든은 자서전에서 나머지 밴드들이 회의에 소집되어 "더 이상 화이트스네이크의 일부가 아니다"라고 말했다.

## 곡 목록
| #  | 제목                   | 작사·작곡                      | 재생 시간 |
| -- | ---------------------- | ------------------------------ | --------- |
| 1. | 〈Young Blood〉        | 데이비드 커버데일, 버니 마즈든 | 3:30      |
| 2. | 〈Rough an' Ready〉    | 커버데일, 미키 무디            | 2:52      |
| 3. | 〈Bloody Luxury〉      | 커버데일                       | 3:23      |
| 4. | 〈Victim of Love〉     | 커버데일                       | 3:33      |
| 5. | 〈Crying in the Rain〉 | 커버데일                       | 6:00      |

| #   | 제목                     | 작사·작곡                                             | 재생 시간 |
| --- | ------------------------ | ----------------------------------------------------- | --------- |
| 6.  | 〈Here I Go Again〉      | 커버데일, 마즈든                                      | 5:08      |
| 7.  | 〈Love an' Affection〉   | 커버데일, 무디                                        | 3:09      |
| 8.  | 〈Rock an' Roll Angels〉 | 커버데일, 무디                                        | 4:07      |
| 9.  | 〈Dancing Girls〉        | 커버데일                                              | 3:10      |
| 10. | 〈Saints an' Sinners〉   | 커버데일, 무디, 마즈든, 닐 머리, 존 로드, 이언 페이스 | 4:25      |